# Doneraile
Doneraile (irisch Dún ar Aill, Burg auf dem Felsen) ist eine Landstadt im Norden des Countys Cork in der Provinz Munster im Süden der Republik Irland. Doneraile liegt rund 12 km nördlich von Mallow am River Awbeg, einem Nebenfluss des Blackwater. Nachbargemeinden sind Kildorrery, Castletownroche, Killavullen, Mallow und Buttevant. Doneraile hatte bei der Volkszählung im Jahr 2022 857 Einwohner.

## Sehenswürdigkeiten und Geschichte
Die Stadt liegt auf dem Nordhang des Knockahur, der sich vom Ufer des River Awbeg erhebt. In der Nähe des Friedhofs von Oldcourt lag auf einem Felsen eine alte Befestigungsanlage, die Dún ar Aill, („Burg auf dem Felsen“) genannt wurde.
Bei den Unruhen um die Selbstständigkeit Irlands ging 1598 das Schloss von Edmund Spenser, Kilcolman Castle in Doneraile in Flammen auf.
Nachdem die mittelalterliche katholische Pfarrkirche beim Friedhof von Oldcourt 1641 bei der Irischen Rebellion zerstört worden war, ließ Sir William St. Leger, der Lord President von Munster, 1663 am linken Ufer des Awbeg gegenüber seinem Schloss in Doneraile eine neue Kirche der protestantischen Church of Ireland errichten. Erst 1826 bis 1827 konnte eine neue katholische Pfarrkirche nach den Plänen des Architekten Michael Augustine Reardon errichtet werden.
Das erste urkundlich belegte Steeplechase-Pferderennen fand im Jahr 1752 zwischen Cornelius O’Callaghan und Mr. Edmund Blake über eine Distanz von vier Meilen (ca. 6 km) querfeldein vom Kirchturm der Kirche in Buttevant bis zum Kirchturm der Kirche in Doneraile statt. Die Bezeichnung steeplerace leitet sich vom englischen Wort steeple für „Kirchturm“ ab, wird aber nur auf dem europäischen Kontinent als Begriff für solche Jagdrennen zu Pferd verwendet.
In Doneraile wurde 1889 die erste der später erfolgreichen Landwirtschafts- und Molkereigenossenschaften durch Horace Plunkett gegründet.
Rund um Doneraile Court, der ehemaligen Residenz der Familie St. Leger, erstreckt sich ein rund 166 Hektar großer Landschaftspark, der im 18. Jahrhundert im Stil des bedeutenden englischen Landschaftsarchitekten Capability Brown angelegt wurde. Seltene Gehölze, Wasserspiele und Rotwildherden können hier besichtigt werden.

## Verkehrsverbindung
Doneraile liegt an der Regionalstraße R581 rund 8 km östlich der National Primary Road N20 von Limerick nach Cork.

## Persönlichkeiten
- Edmund Spenser (1529–1599), Schriftsteller, beschrieb die Gegend in seinem Hauptwerk The Faerie Queene; 1586 hatte Spenser einen großen Grundbesitz und das Schloss Kilcolman Castle in Doneraile zugesprochen erhalten, wurde aber 1598 im Neunjährigen Krieg von irischen Rebellen vertrieben
- Patrick Augustine Sheehan (1852–1913), Schriftsteller und Pfarrer von Doneraile, wo er auch starb[5]
- Thomas Croke (1824–1902), von 1865 bis 1870 Gemeindepriester von Doneraile, dann Bischof von Auckland und ab 1975 Erzbischof von Cashel und Emly
- John B. Keane (1928–2002), Schriftsteller, arbeitete in den 1950er Jahren als Assistent des Apothekers und Antiquitätenhändlers A. H. Jones und fallweise bei den Ölförderpumpen vor der Stadt[6]